# 인텔리젠시아 커피
인텔리젠시아 커피(영어: Intelligentsia Coffee)는 미국의 커피 로스팅 회사이자 소매업체로, 일리노이주 시카고에 본사가 있다. 1995년 더그 젤과 에밀리 맨지가 설립하였다. 2015년 피츠 커피가 이 회사의 지분 대부분을 인수했다.